# Гольделунд
Гольделунд (нем. Goldelund) — община в Германии, в земле Шлезвиг-Гольштейн.
Входит в состав района Северная Фризия. Подчиняется управлению Митлерес-Нордфрисланд. Население составляет 384 человека (на 31 декабря 2010 года). Занимает площадь 12,02 км².
Официальным языком в населённом пункте, помимо немецкого, является севернофризский.